# فدراسیون شنای موزون ارمنستان
فدراسیون شنای موزون جمهوری ارمنستان (ارمنی: Հայաստանի սինխրոն լողի ֆեդերացիա) که با نام فدراسیون شنای موزون ارمنستان نیز شناخته می‌شود، نهاد تنظیم‌کننده ورزش شنای موزون در ارمنستان می‌باشد که توسط کمیته المپیک ارمنستان اداره می‌شود و مقر آن در شهر ایروان واقع شده است.

## تاریخچه
این فدراسیون در سال ۱۹۹۶ میلادی تأسیس شد و ریاست فعلی آن را آناهایت تاوریزیان برعهده دارد.
شناگران موزون ارمنستانی در مسابقات قهرمانی  در سطوح مختلف اروپایی و بین‌المللی از جمله در مسابقات قهرمانی جهانی و بازی‌های المپیک تابستانی شرکت می‌کنند.